# Krasniwka (obwód chersoński)
Krasniwka (ukr. Краснівка) – wieś na Ukrainie, w obwodzie chersońskim, w rejonie berysławskim. W 2001 liczyła 103 mieszkańców.